# DNA supercoil

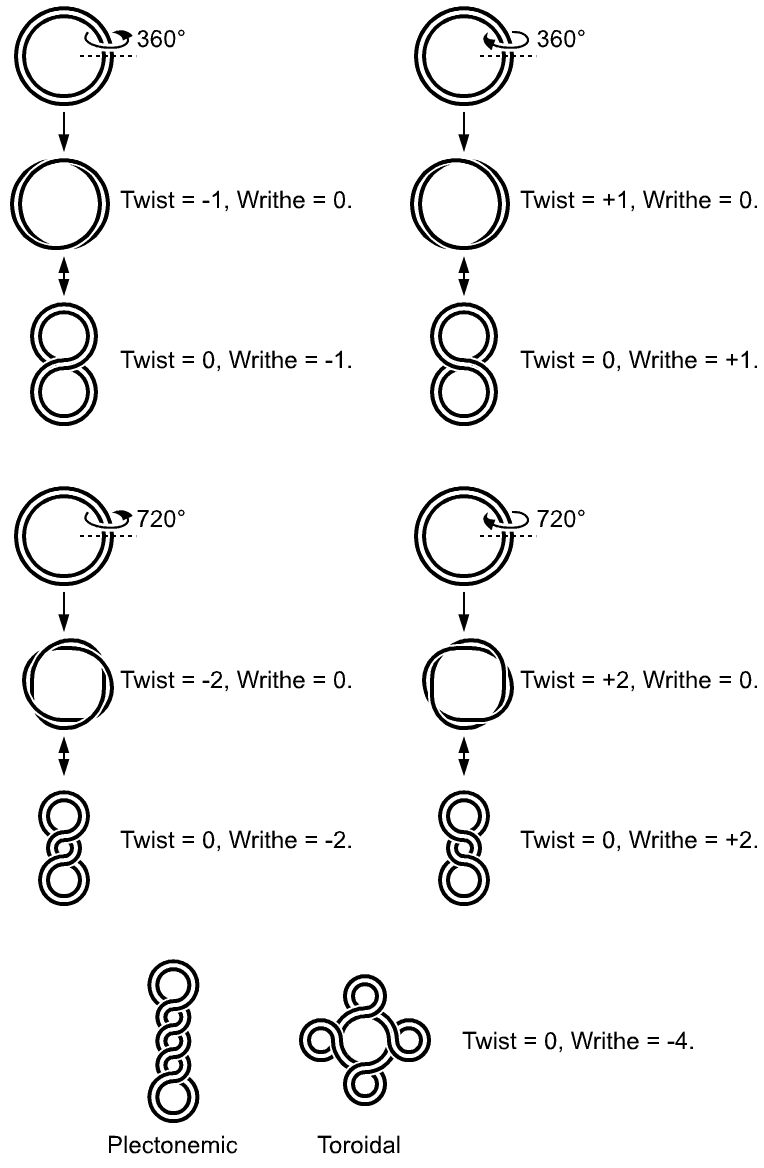
Figur 1. Supercoiled stuktur av cirkulära DNA-molekyler med få varv. (De normala spiralerna har sträckts ut för bättre överskådlighet.)

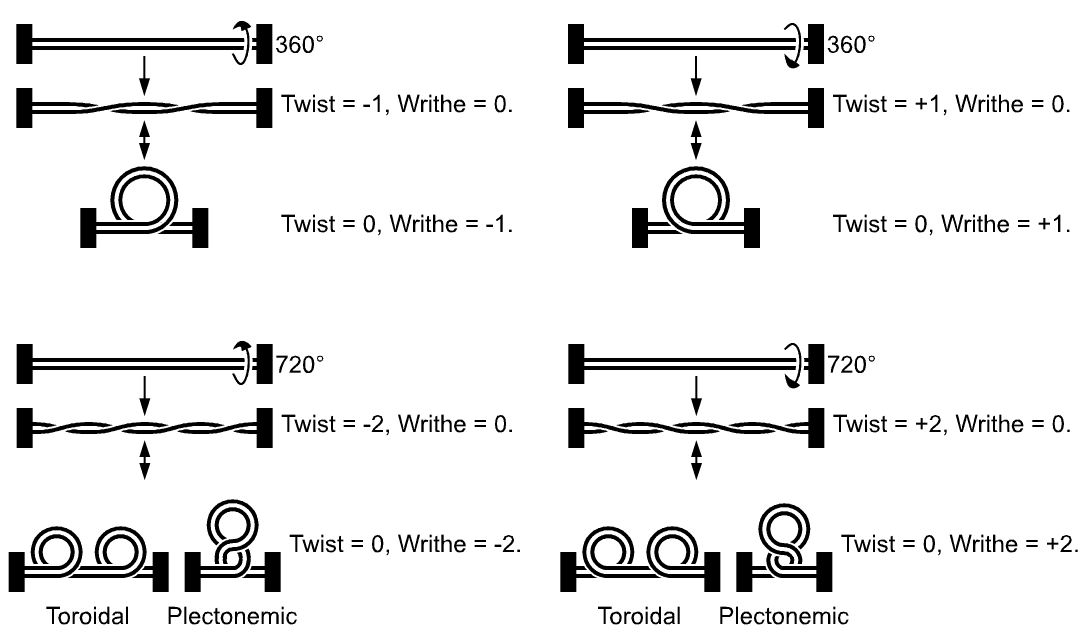
Figur 2. Supercoiled struktur av linjära DNA-molekyler med skarpa ändar. (De normala spiralerna har sträckts ut för bättre överskådlighet.)

En DNA supercoil är en tredimensionell struktur som uppstår automatiskt när en DNA-kedja skapas. Det kan liknas med när en telefonledning tillverkas. Om den efter tillverkningen hänger fritt i luften så kommer den spontant att börja krulla ihop sig i en spiral.
I en DNA-dubbelspiral utan annan påverkan än omkringliggande vattenmolekyler skruvar sig kedjan omkring spiralens axel med en frekvens av ett varv per 10.4 baspar. Ökning och minskning av antalet baspar per varv kan uppstå genom att spiralen sträcks (vilket några enzymer kan). Om en kedja av sammanpressat DNA sluts till en cirkel genom att dess ändar sammanfogas, och den därefter får röra sig fritt, kommer den att omformas till en ny form, till exempel en ått-liknande figur. En sådan form kallas supercoil.
Det förekommer både positiv och negativ supercoiling. Många enzymer, särskilt topoisomeraser, reglerar supercoiling, och återskapar eller sprider dem. DNA är i de flesta organismer negativt supercoilade.
Eftersom kromosomer kan vara mycket stora, och upphängda på histon och andra strukturella proteiner, kan deras centrala delar bete sig som om deras ändar var fast förankrade. Det kan få som resultat att de inte kan lägga till loopar i resten av kromosomen eller absorbera vridningar för att neutralisera bristande vridning. Detta medför att de centrala delarn kan vara supercoiled. De kröks som om deras ändar var sammankopplade. (Se figur 2.)
Supercoiled DNA bildar tre strukturer: ett plektonem, en toroid eller en kombination av de två andra. Plektonemer är den form som är vanligast i naturen, och bland de flesta bakteriella plasmider. Bland större molekyler är hybridstrukturer vanligt.